# Carme Maristany Montal
Carme Maristany (Mataró, 1912 - Palamós, 2013) va ser una activista cultural, artística i social, va estudiar la carrera de piano al Conservatori del Liceu, i d'infermeria a l'Hospital Clínic, ambdós a Barcelona. Autodidacta en Belles Arts, va treballar la pintura, aquarel·la, ceràmica, gravat sobre linòleum i escultura en terracota i bronze.
Al Port de Pollença va conèixer els pintors Roch Minué i Anglada Camarasa. Sota la seva influència, des de 1947, va començar a dedicar-se a la pintura.
A Palamós L’any 1965, va cofundar el Cercle Artístic de Palamós. L’any 1975, va fer de professora de dibuix i pintura a la Casa del Mar, i va crear la Fira Nadalenca (@firanadalenca). El 5 de març de 1999 va cofundar la Fundació VIMAR (Vilagran-Maristany) que porta la gestió econòmica de tots els pisos tutelats de la comarca del Baix Empordà. L’any 2010 es va editar la primera edició del catàleg C. Maristany. L'any 2020 es va editar la segona edició del llibre C. Maristany, de dos-cents exemplars, que es donarien juntament amb nou quadres, pintures a l'oli, a la Fundació Vilagran Maristany, VIMAR amb seu a Sant Antoni de Calonge.
Els seus treballs han estat adquirits per col·leccionistes privats d’Europa, d’Amèrica, per institucions públiques i per particulars.
Per la seva trajectòria social i cultural l'Ajuntament de Palamós li atorgà l'Escut d'Argent i la Medalla d'Or de la Vila a més de dedicar-li una plaça a la mateixa Vila de Palamós.